# 華亭市
華亭市（かてい-し）は中華人民共和国甘粛省平涼市に位置する県級市。市人民政府の所在地は東華街道。

## 地理
華亭市は東は崇信県、西は荘浪県・寧夏回族自治区の涇源県、南は張家川回族自治県と陝西省隴県、北は崆峒区に隣接する。

## 行政区画
1街道、7鎮、1郷、2民族郷を管轄：
- 街道：東華街道
- 鎮：東華鎮、安口鎮、西華鎮、馬峡鎮、策底鎮、上関鎮、河西鎮
- 郷：硯峡郷
- 民族郷：神峪回族郷、山寨回族郷

## 交通

### 鉄道
- 中国国家鉄路集団
  - 宝中線、天平線（中国語版）
    - 安口窯駅

### 道路
- 高速道路
  -  銀昆高速道路
  -  平綿高速道路（中国語版）
  -  涇華高速道路
  -  長華高速道路
- 国道
  - G344国道（中国語版）